# 科迪勒拉县

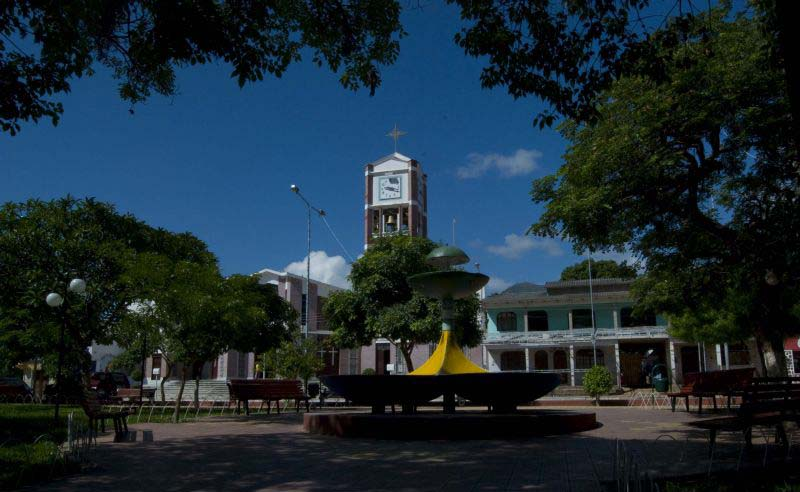

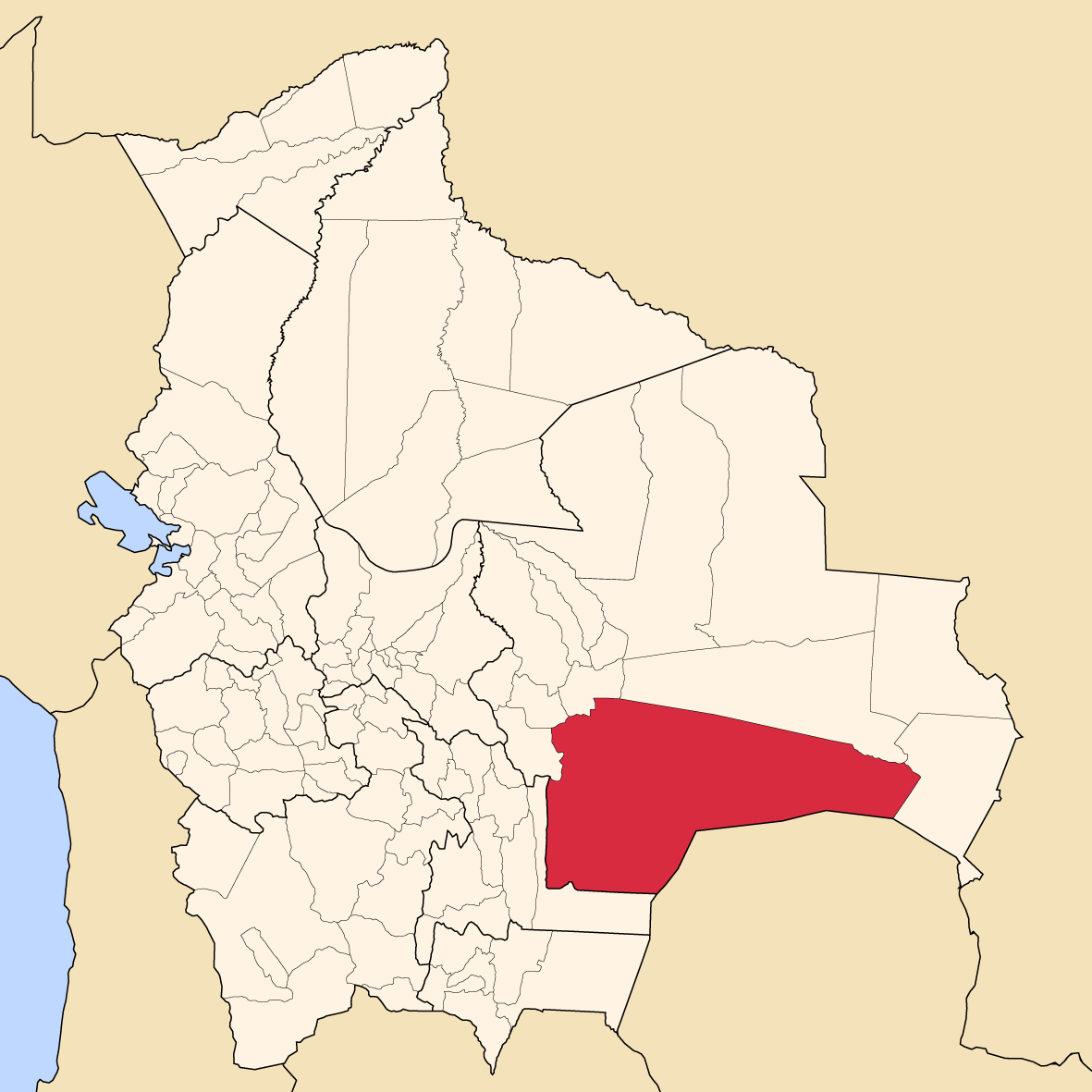

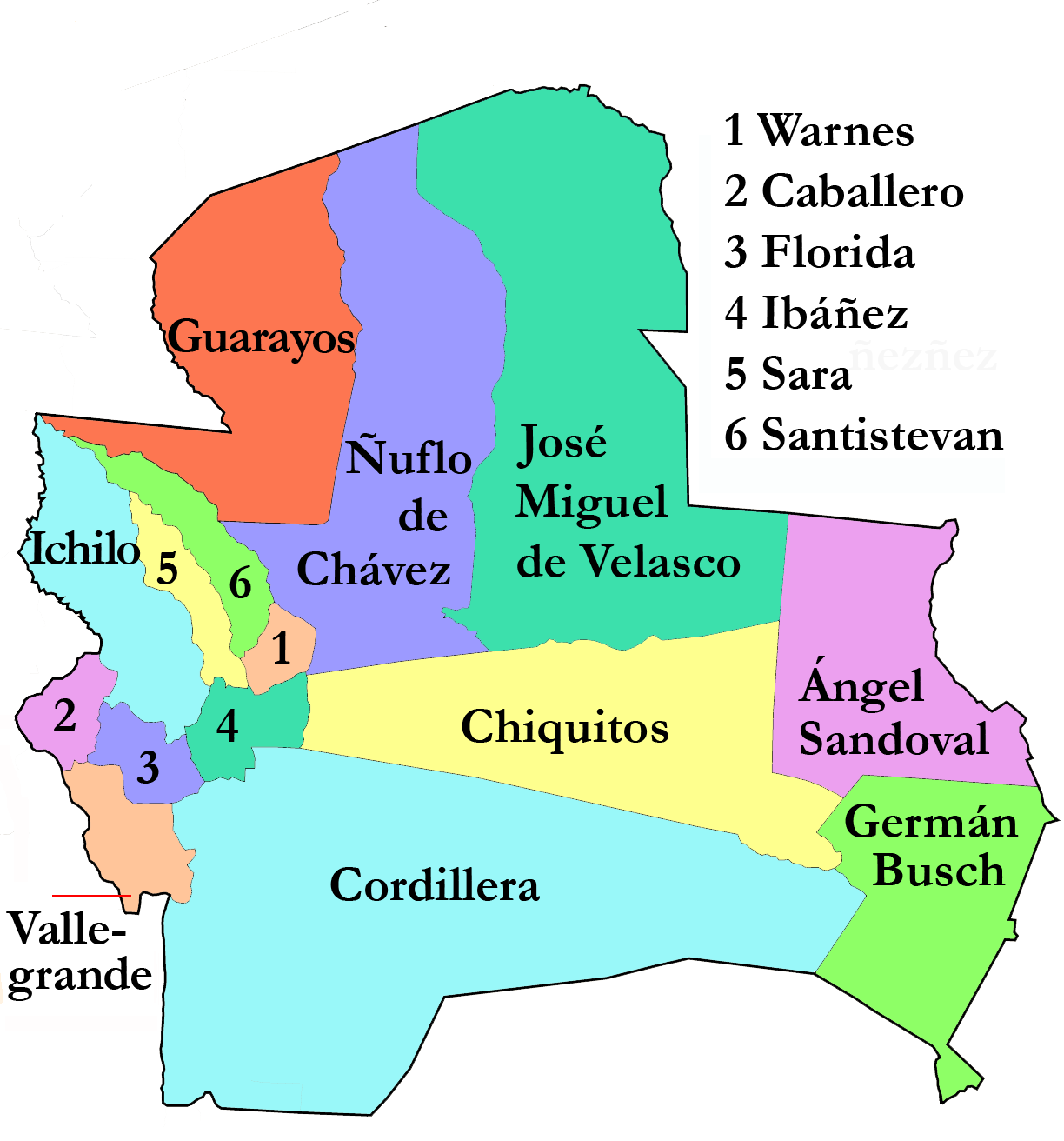

科迪勒拉县（西班牙語：Provincia Cordillera），是玻利維亞的县份，位於該國東部，屬於聖克魯斯省的一部分，县府設於拉古尼亞斯，面積86,245平方公里，2001年人口108,843，人口密度每平方公里1.2人。
19°13′01″S 61°15′00″W / 19.217°S 61.250°W